# Sinzheim
Sinzheim (ⓘ; alemannisch Sinze) ist eine Gemeinde im Landkreis Rastatt des Landes Baden-Württemberg.

## Geographie

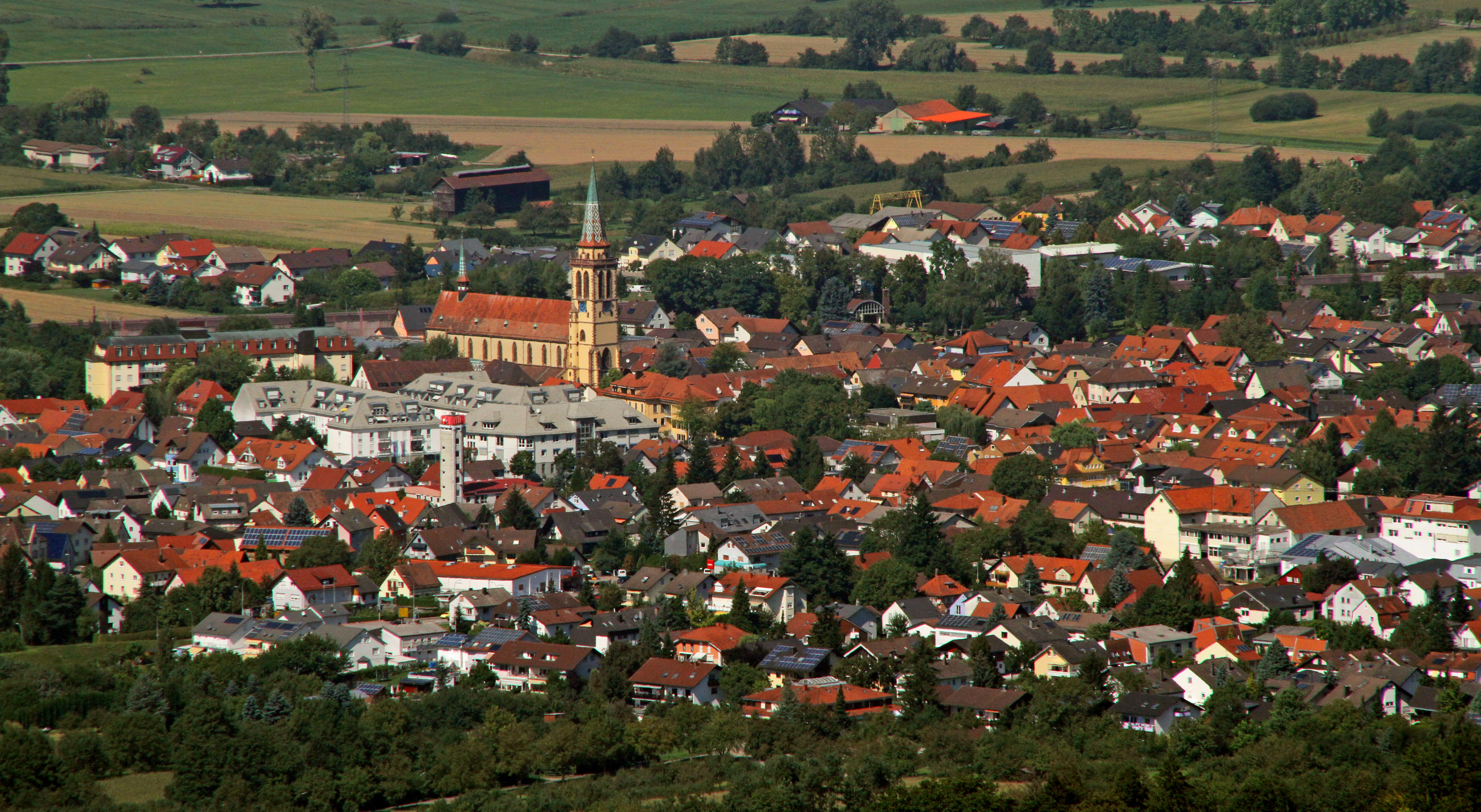
Ortskern von Sinzheim von der Yburg aus gesehen

### Geographische Lage
Sinzheim liegt am Übergang von der Oberrheinischen Tiefebene und der Vorgebirgszone des Schwarzwaldes. Der Ortskern liegt etwa sieben Kilometer von Baden-Baden entfernt.  Drei der neun Ortsteile Sinzheims liegen als Exklaven innerhalb der Gemarkung der Stadt Baden-Baden.

### Gemeindegliederung
Die Gemeinde besteht aus neun Ortsteilen (in Klammer Einwohnerzahl am 31. Dezember 2020): Sinzheim, Kartung (2.032 Einwohner), Winden (1.102 Einwohner), Leiberstung (865 Einwohner), Halberstung (675 Einwohner), Müllhofen (380 Einwohner), Schiftung (189 Einwohner), Ebenung und Vormberg (zusammen 924 Einwohner). Der Ortsteil Leiberstung ist räumlich identisch mit der früheren Gemeinde gleichen Namens, die restlichen Ortsteile liegen im Gebiet der früheren Gemeinde Sinzheim. Die offizielle Bezeichnung der Ortsteile erfolgt in der Form „Sinzheim - …“. Die Ortsteile bilden zugleich sieben Wohnbezirke im Sinne der baden-württembergischen Gemeindeordnung, wobei die Ortsteile Sinzheim, Vormberg und Ebenung zu einem Wohnbezirk zusammengefasst werden. Im Ortsteil Leiberstung ist eine Ortschaft im Sinne der baden-württembergischen Gemeindeordnung mit einem eigenen Ortschaftsrat und einem Ortsvorsteher als dessen Vorsitzendem eingerichtet.
Zum Ortsteil Leiberstung gehört das Dorf Leiberstung. Zur Gemeinde Sinzheim in den Grenzen vom 31. Dezember 1972 gehören die Dörfer Sinzheim, Halberstung, Kartung, Schiftung, Vormberg und Winden, die Weiler Ebenung, Litzlung und Müllhofen, die Siedlung Kleinbrüchle, das Kloster Fremersberg, die Höfe Buchtung, Burgerhof, Duttenhurst und Tiefenau und die Häuser Entenhof und Waldeneck.

Im Ortsteil Leiberstung liegt die Wüstung Burgstaten. In der Gemeinde Sinzheim in den Grenzen vom 31. Dezember 1972 liegen die aufgegangene Ortschaft Liedelshof und die Wüstungen Burtung und Luchtung, weitere Namensnennungen können nicht als Siedlungsnamen nachgewiesen werden.

## Geschichte
Erstmals schriftlich erwähnt wurde Sinzheim im Jahre 884 unter Kaiser Karl III. als Sunninisheim, welches auf die fränkische Siedlung Sunini zurückgeht. Aus diesem Namen entwickelte sich über die Ortsnamen Suenesheim (1154), Sunnesheim (1261), Suminsheim (1272), Sunzheim (1401), Sunzhaim (1523) und Suntzheim (1610) der heutige Ortsname Sinzheim. Sinzheim war am 4. März 1945 Ziel eines Bombenangriffes im Zweiten Weltkrieg, wodurch der Sinzheimer Bahnhof zerstört wurde. Der Ort gehörte lange zum Landkreis Bühl und kam 1973 zum Landkreis Rastatt. Am 1. Januar 1973 erfolgte die Eingemeindung von Leiberstung.

## Religion
Katholische Pfarrgemeinde

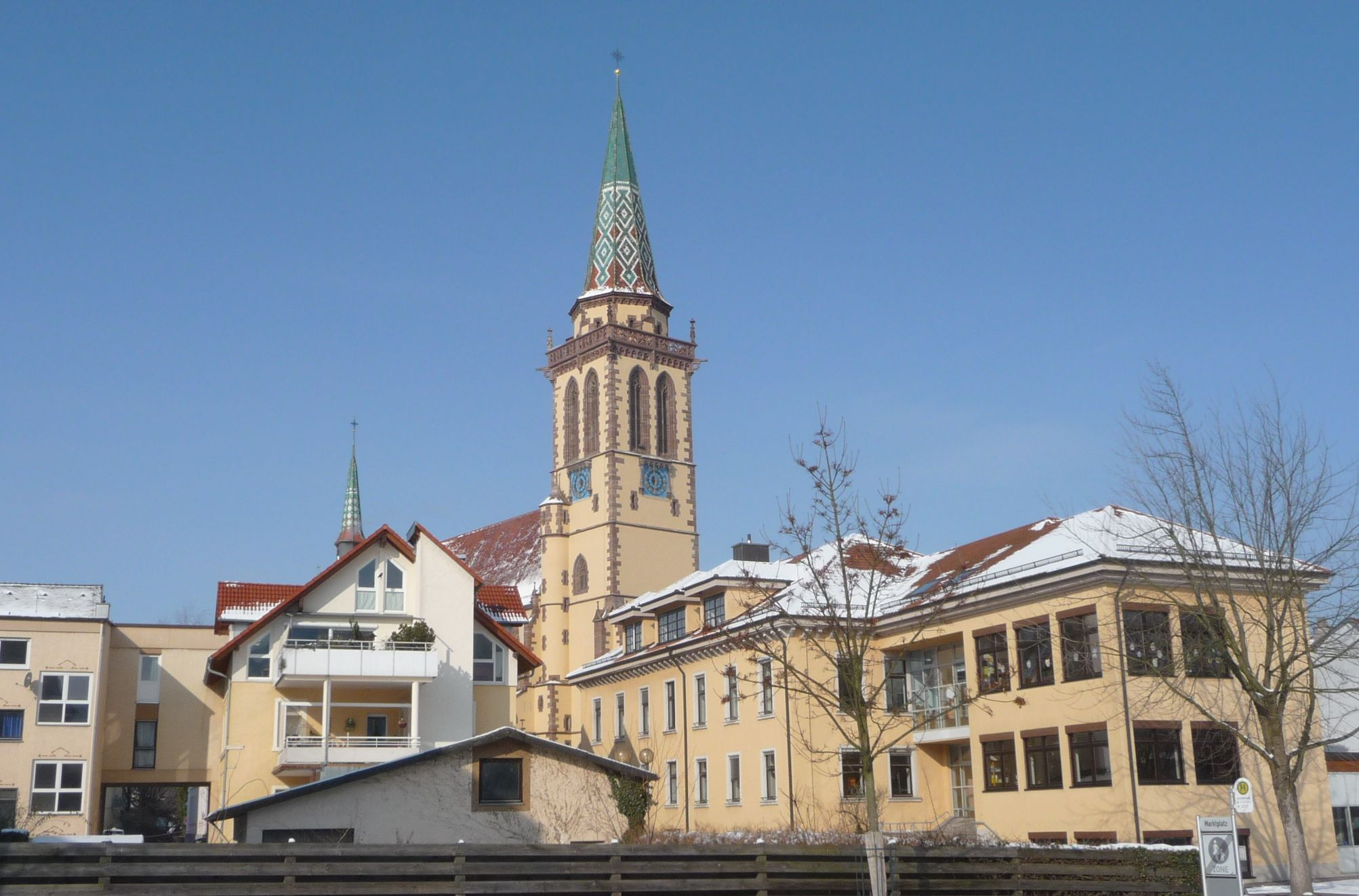
Kirche St. Martin mit Grundschule (im Vordergrund)

Zu den Hauptbesitzungen des Klosters Schwarzach in Sinzheim gehörte ein Fronhof mit einer Eigenkirche, einer romanischen Chorturmkirche. Die urkundliche Bestätigung der Besitzung durch Bischof Burchard I. von Straßburg im Jahr 1154 gilt heute als Beginn der Pfarrgemeinde.
Die katholische Pfarrgemeinde St. Martin ist wie ihre Pfarrkirche dem Heiligen Martin geweiht. Die heutige Kirche wurde von 1898 bis 1900 nach Plänen des Erzbischöflichen Baurats Johannes Schroth erbaut und im November (Patrozinium) 1900 eingeweiht; sie ist die Nachfolgerin vieler Vorgängerkirchen (u. a. 1154, 1497, 1771). Im Auftrag von Franz Joseph Simmler wurden im Jahr 1904 zwei Altarflügel von der Firma der Gebrüder Moderer fertig bemalt und montiert. 1984–1995 wurde die Kirche zum letzten Mal renoviert.
Bis 1824 gehörte Sinzheim zum Erzbistum Straßburg, von dort an zum Erzbistum Freiburg.
Schon immer gehörten die Filialorte Halberstung, Kartung, Müllhofen, Schiftung, Vormberg, Winden zur Pfarrkirche Sinzheim, während der Filialort Leiberstung 1986 von Rheinmünster-Schwarzach zu St. Martin Sinzheim umgepfarrt wurde.
Seit dem 23. Oktober 2005 bildet die Pfarrgemeinde St. Martin Sinzheim mit der Pfarrgemeinde St. Laurentius Hügelsheim eine Seelsorgeeinheit.

## Politik

### Gemeinderat
Der Gemeinderat hat 22 ehrenamtliche Mitglieder, die für fünf Jahre gewählt werden. Hinzu kommt der Bürgermeister als stimmberechtigter Gemeinderatsvorsitzender.
Die Kommunalwahl 2024 führte zu folgendem Ergebnis (in Klammern: Unterschied zu 2019):

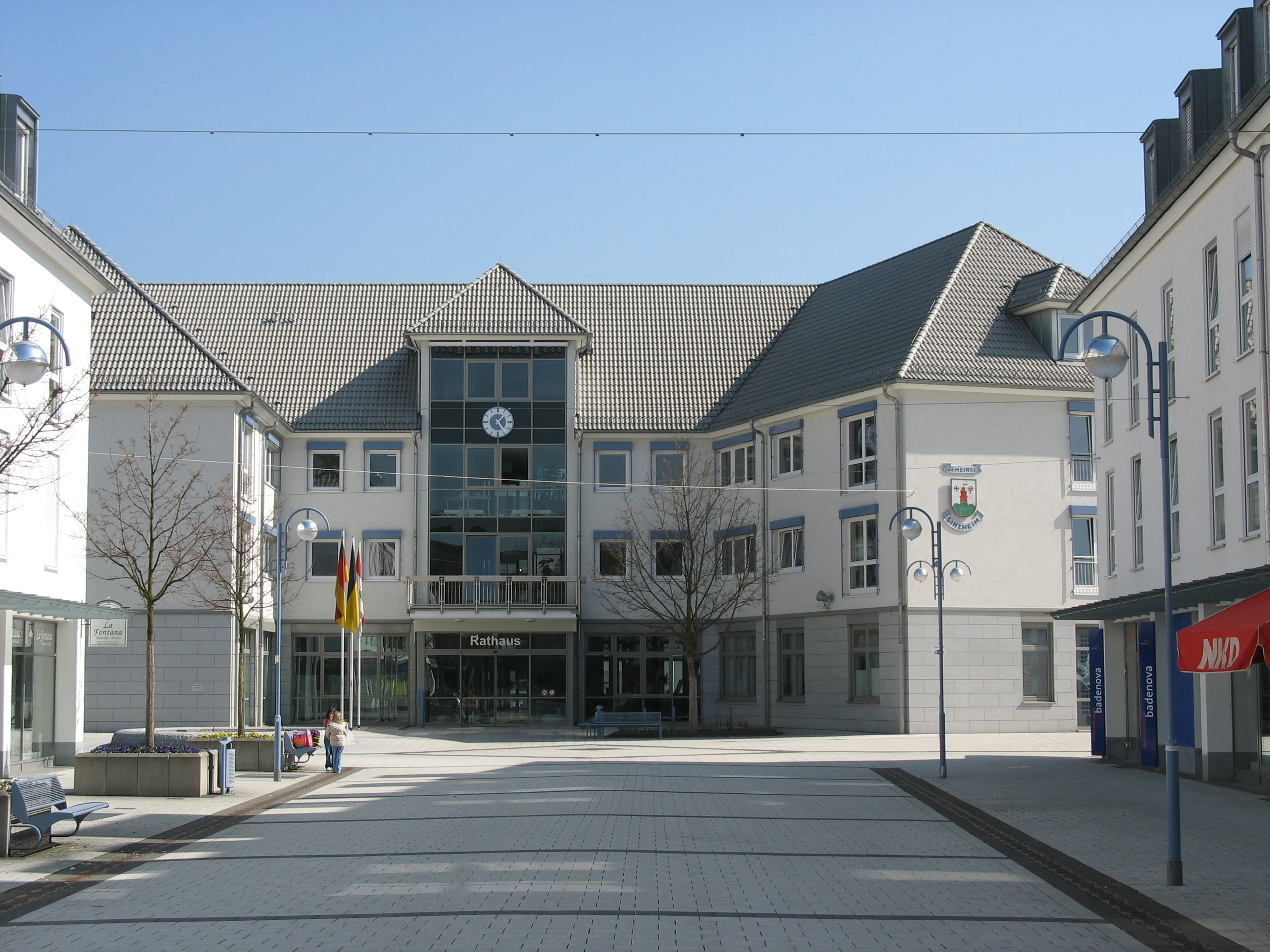
Die neu gestaltete Ortsmitte mit Rathaus

| Gemeinderat 2024               | Gemeinderat 2024 | Gemeinderat 2024 | Gemeinderat 2024 | Gemeinderat 2024 |
| Partei / Liste                 | Stimmenanteil    | Sitze            |                  |                  |
| ------------------------------ | ---------------- | ---------------- | ---------------- | ---------------- |
| CDU                            | 28,8 % (+1,0)    | 6 (±0)           |                  |                  |
| Gemeinsam für Sinzheim (GfS)   | 24,5 % (+4,4)    | 6 (+2)           |                  |                  |
| Grüne                          | 17,6 % (−7,8)    | 4 (−2)           |                  |                  |
| Freie Wähler                   | 15,2 % (+3,2)    | 3 (±0)           |                  |                  |
| SPD                            | 8,3 % (−0,5)     | 2 (±0)           |                  |                  |
| FDP                            | 5,6 % (−0,4)     | 1 (±0)           |                  |                  |
| Wahlbeteiligung: 64,2 % (+1,5) |                  |                  |                  |                  |

### Bürgermeister
Bürgermeister ist seit 2009 wurde Erik Ernst (parteilos). Er wurde 2017 und 2025 wiedergewählt.
Frühere Bürgermeister:
- Franz Zoller: (1912–2002) von 1957 bis 1977
- Hans Metzner: (* 1951) von 1977 bis 2009

### Wappen
Das Wappen Sinzheims zeigt eine rote Burg über einem grünen Dreiberg auf silbernem Grund. Auf dem höchsten Turm der Burg weht ein roter Wimpel. Neben der Burg befinden sich links ein schwarzes Tatzenkreuz und rechts ein roter Sester mit ebenfalls rotem Haken.
Das Wappen wurde 1903 bei der Überprüfung aller Gemeindesiegel im Amtsbezirk Baden-Baden eingeführt und enthält Elemente eines alten Sinzheimer Gerichtssiegels. Auf Wunsch des Gemeinderats wurde ein erster Entwurf durch die Burg ergänzt und zum heute gültigen Wappen abgeändert.

### Partnerschaften
Die Gemeinde Sinzheim ist mit der südfranzösischen Weinbaugemeinde Pignan bei Montpellier seit 1975 partnerschaftlich verbunden.

## Kultur und Sehenswürdigkeiten

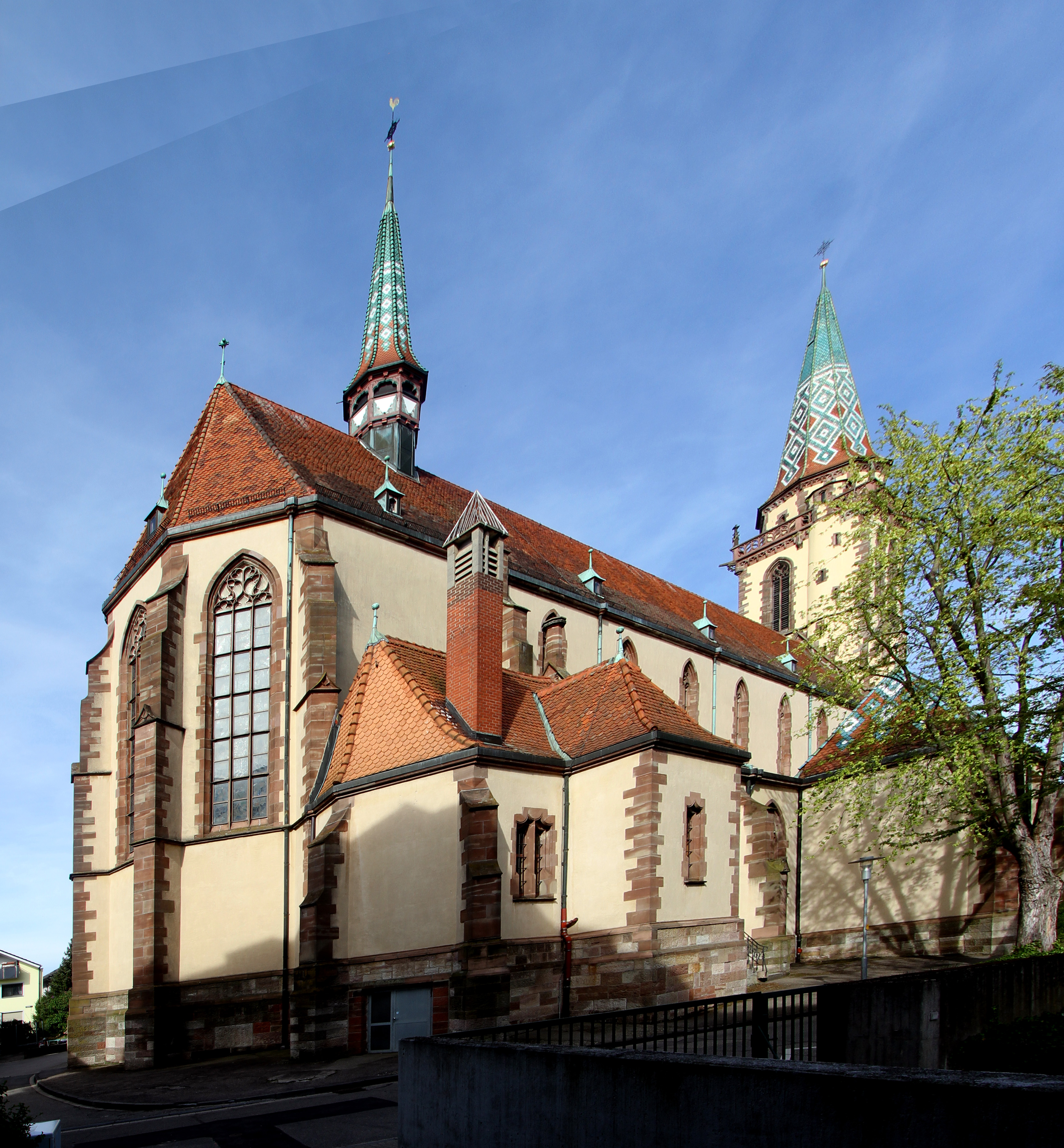
Katholische Pfarrkirche St. Martin

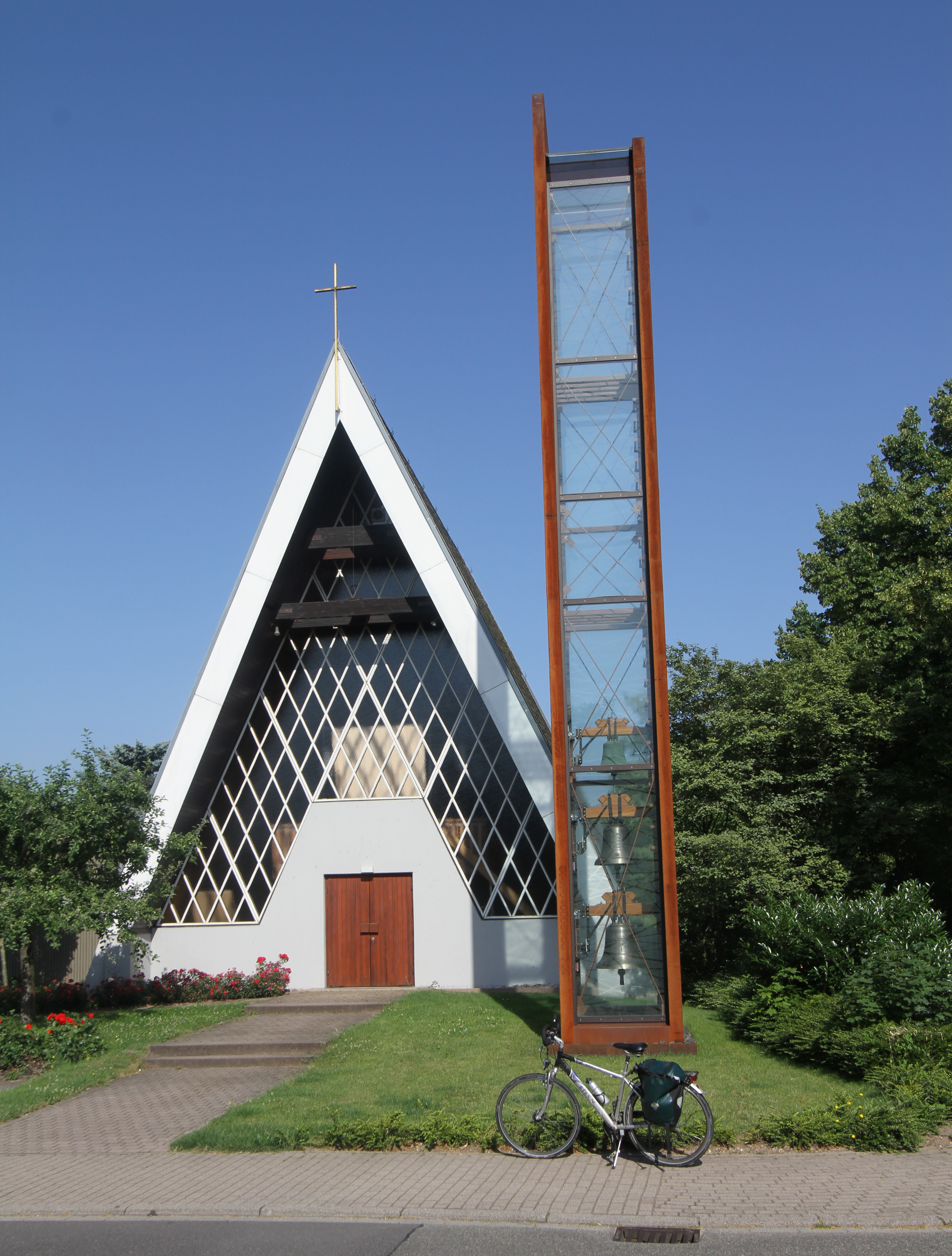
Evangelische Matthäus-Kirche

### Kirchen
- Katholische Pfarrkirche St. Martin
- Evangelische Matthäus-Kirche

### Natur
Im Ortsteil Vormberg am Hang des Fremersberges befindet sich ein Bergsee an einem felsigen Steilhang. Er entstand durch die Flutung eines ehemaligen staatlichen Porphyr-Steinbruchs.

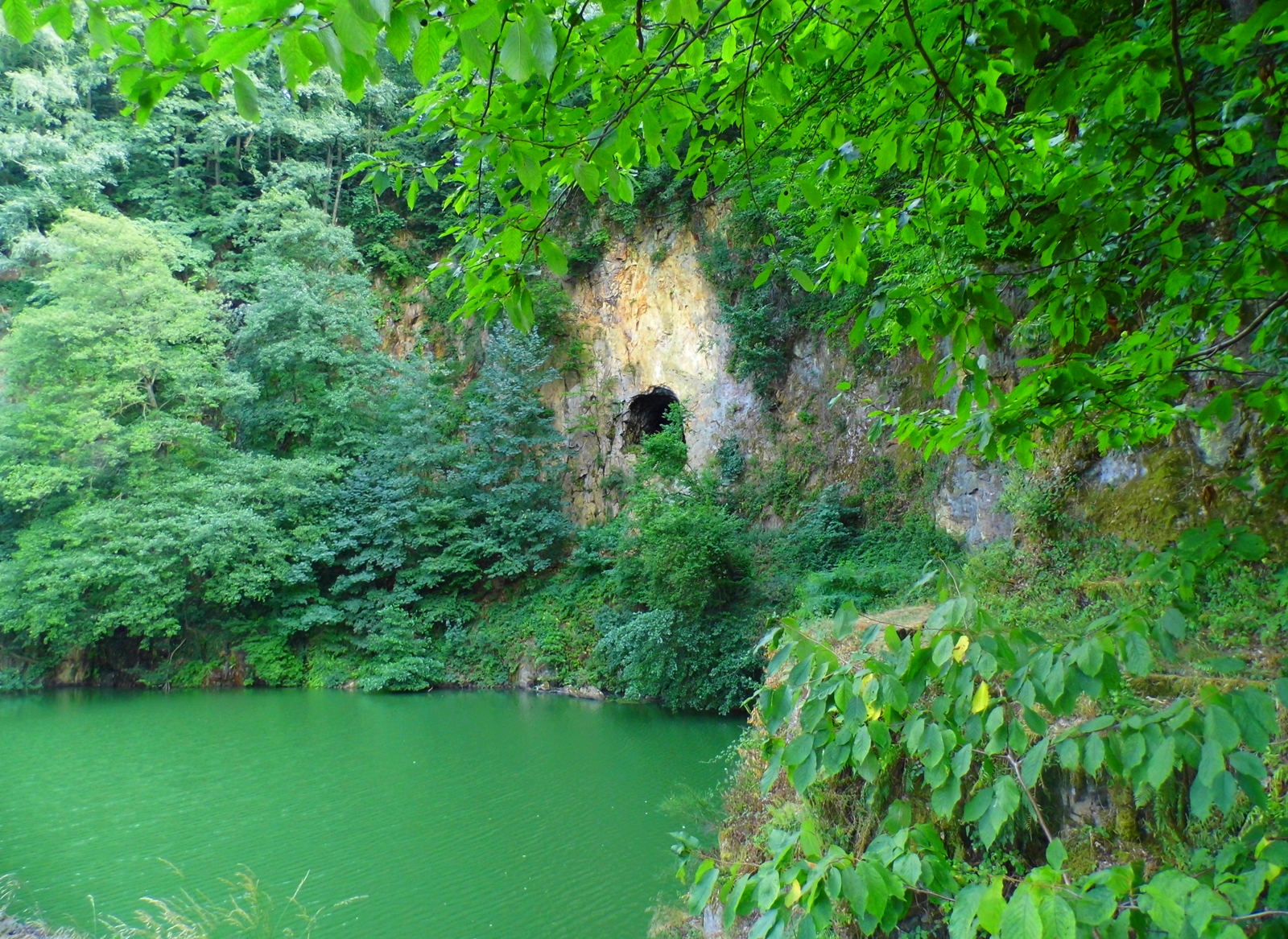
Bergsee

Zahlreiche Forstwege im Fremersbergwald stehen Joggern, Mountainbikern und Spaziergängern zur Verfügung.

### Sport
Der Turnerbund Sinzheim e. V. besteht seit 1897. Durch sein breites Sportangebot gehört er zu den wichtigsten Vereinen in Sinzheim. Der Turnerbund Sinzheim e. V. ist in folgende Abteilungen gegliedert:
Abt. Badminton, Abt. Skischule, Abt. Tischtennis, Abt. Turnen, Abt. Asiatische Kampfkunst, Abt. Volleyball.
Der Handballverein BSV Phönix Sinzheim spielt in der Südbadenliga.
Der SV Sinzheim 1929 e. V. spielt in der Landesliga 1 Südbaden und zählt mit 25 am Spielbetrieb teilnehmenden Senioren- und Jugendmannschaften (ca. 380 Aktive) zu den größeren Fußballvereinen innerhalb des Südbadischen Fußballverbandes.

### Regelmäßige Veranstaltungen
- Frühjahrsmarkt in Sinzheim
- Dorffest in Vormberg
- Kartunger Straßenfest in Kartung
- Angelsportfest in Leiberstung
- Sportfest in Leiberstung
- Seenachtsfest in Schiftung
- Kirwe in Sinzheim
- Jazzfestival Sinzheim jazzt der Musikschule Kölmel
- Weihnachtsmarkt in Sinzheim und Leiberstung
- Speck-Eier-Fest in Halberstung
- Ostereier-Schießen (Schützenverein Altenburg Sinzheim e. V.) in Sinzheim

### Öffentliche Einrichtungen
- Sinzheimer Kirche
- Sinzheimer Rathaus

## Wirtschaft und Infrastruktur

### Landwirtschaft
Die meisten Arbeitsplätze bieten das Handwerk, der Handel und die Industrie. Es gibt jedoch auch noch einige landwirtschaftliche Betriebe. In der Rheinebene wird Getreide und in der Vorgebirgszone des Schwarzwaldes Obst und Wein angebaut. Haupterwerbsbetriebe gibt es nur noch wenige. Auch die bis in die 1990er Jahre stark verbreitete Nebenerwerbslandwirtschaft ist stark zurückgegangen. Weinbau wird aber noch weiterhin von vielen Familien betrieben. Es wird Wein der Sorten Riesling, Weißburgunder und Chardonnay angebaut.

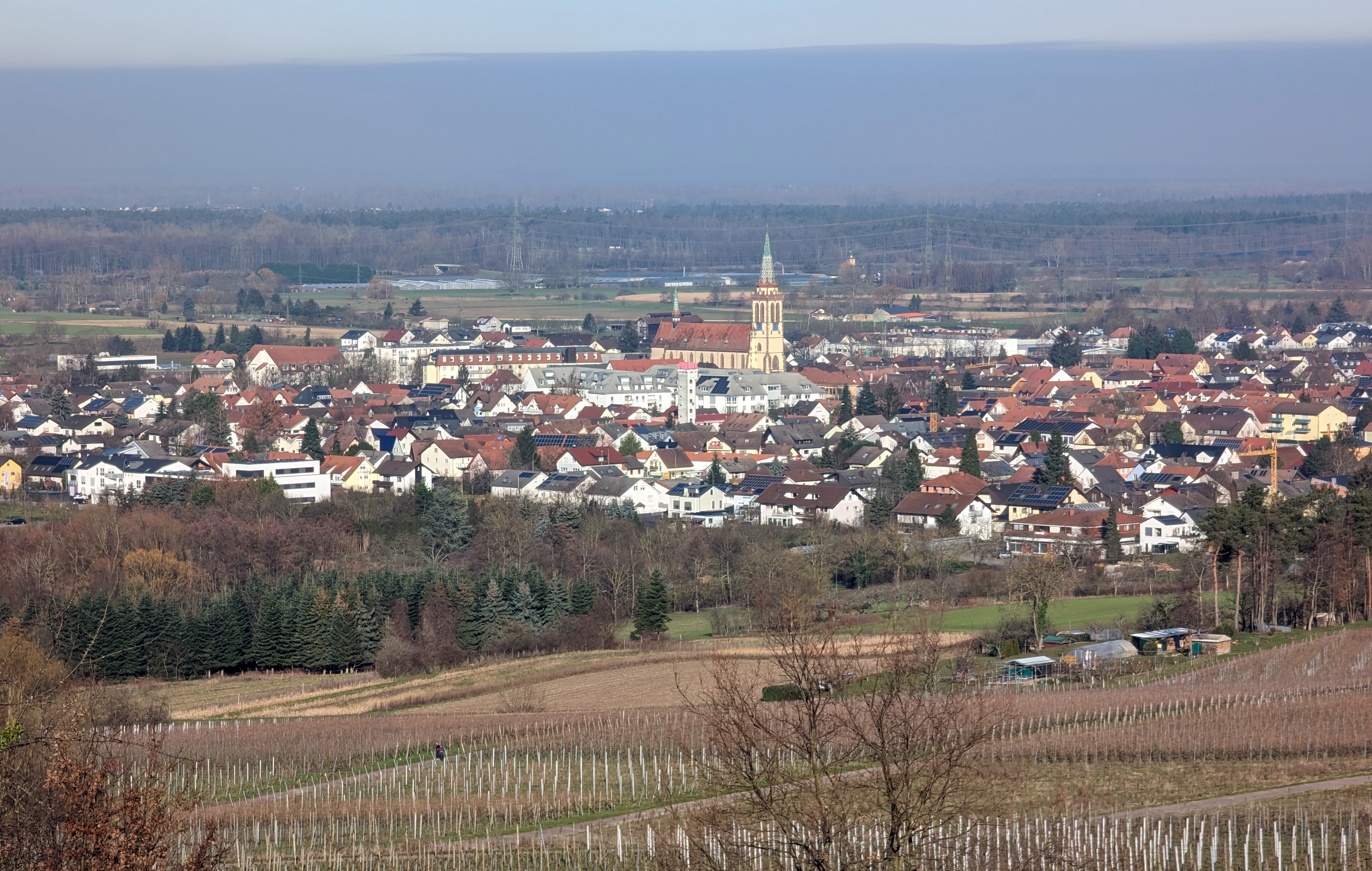
Blick über die Weinberge von Ebenung auf die Ortsmitte von Sinzheim

### Verkehr

#### Bahnverkehr

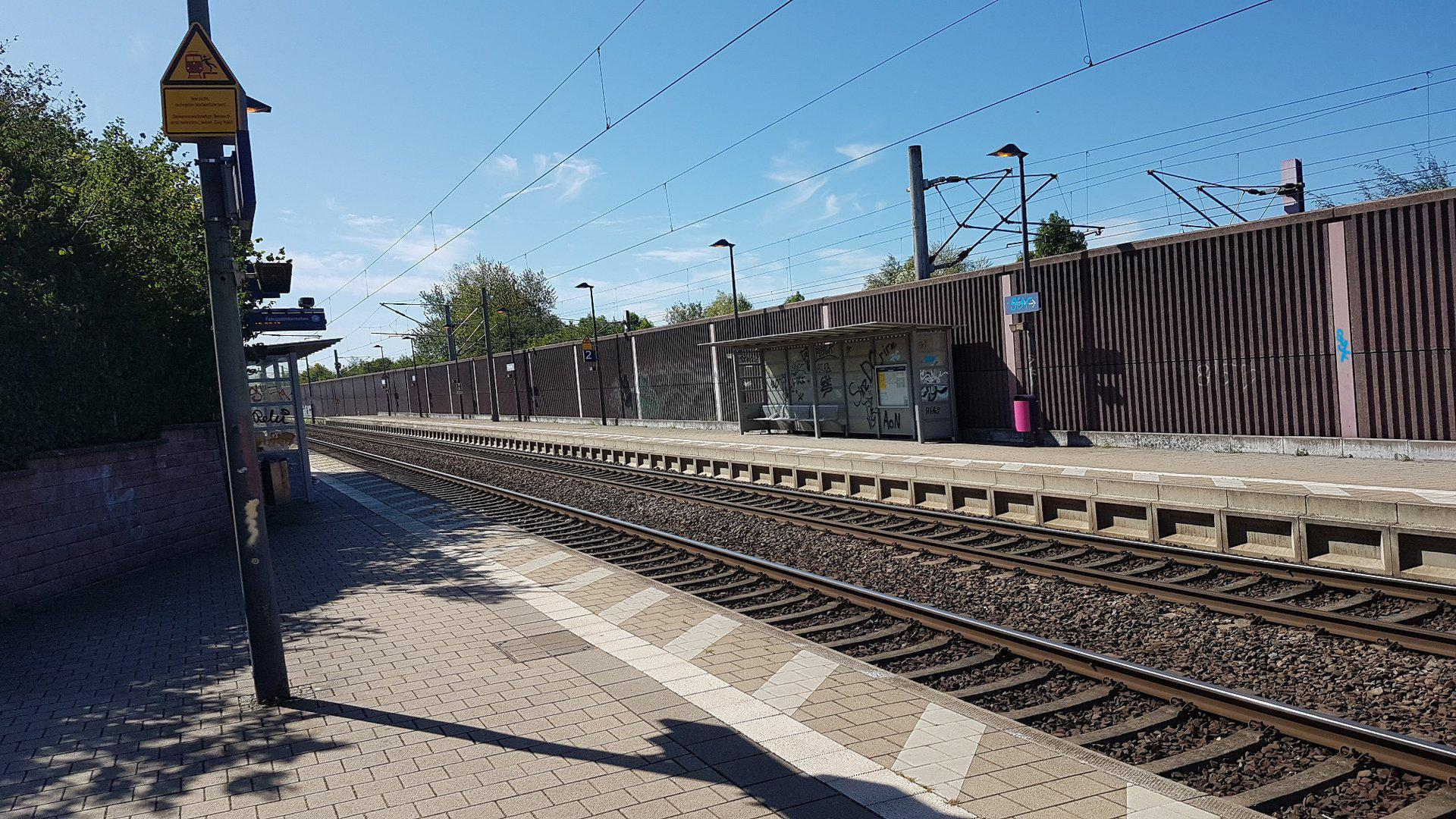
Sinzheimer Bahnhof an der Bahnstrecke Mannheim-Basel

Sinzheim liegt an der Rheintalbahn (Mannheim–Basel), an den Haltepunkten Sinzheim (b Bühl) und Sinzheim (b Bühl) Nord halten mindestens stündlich die Linien S7 und S71 (Karlsruhe – Rastatt – Baden-Baden – Achern) der Stadtbahn Karlsruhe, sowie in der Hauptverkehrszeit die Regionalbahnen der Linie RB44 (Karlsruhe – Rastatt – Baden-Baden – Achern) von DB Regio Mitte. Tariflich befindet sich die Gemeinde im Karlsruher Verkehrsverbund (KVV). Der nächste ICE-Bahnhof befindet sich in Baden-Baden rund fünf Kilometer entfernt.

#### Fernstraßen
Sinzheim wird von der Bundesstraße B 3 (alt) (Buxtehude–Weil am Rhein) in einen West- und einen Ostteil geteilt. Der Neubau der B 3 am westlichen Ortsrand zieht sich seit Jahren hin und macht wenig Fortschritte (juristische Gründe). Sinzheim ist zudem ebenfalls an die B 500 (Iffezheim–Waldshut) angebunden.
Die Autobahn A 5 ist über einen Autobahnzubringer direkt erreichbar und rund vier Kilometer entfernt.
Außerdem ist der Baden-Airpark etwa zehn Kilometer entfernt.

#### Radverkehr
Durch eine Alltagsroute aus dem Radnetz Baden-Württemberg ist Sinzheim und über den Baden-Badener Stadtteil Oos mit Rastatt verbunden und in der anderen Richtung an Steinbach (Baden-Baden) vorbei mit Bühl. In Oos besteht ein Abzweig in die Innenstadt Baden-Badens. 
Durch Sinzheim verlaufen die folgenden Landes-Radfernwege: 
- Der Badische Weinradweg[16] führt von Grenzach-Wyhlen am Hochrhein nach Laudenbach im Rhein-Neckar-Kreis, dabei werden sieben der neun badischen Weinanbaugebiete untereinander verbunden. Die Route verläuft von Bühl kommend über die Baden-Badener Stadtteile Neuweier, den Osten Steinbachs und Varnhalt nach Sinzheim. Wieder im Stadtgebiet Baden-Badens führt sie durch die Cité, Oos und Haueneberstein weiter nach Kuppenheim.
- Der Naturpark-Radweg Schwarzwald Mitte/Nord führt rund um selbigen Naturpark und verläuft dabei von Bühl kommend durch die Mitte Steinbachs nach Sinzheim und weiter wie der Badische Weinradweg nach Kuppenheim.

Sinzheim ist Mitglied der AGFK (Arbeitsgemeinschaft Fahrrad- und Fußverkehrsfreundlicher Kommunen) in Baden-Württemberg.

### Medizin
Sinzheim verfügt über mehrere niedergelassene Ärzte. Ein eigenes Krankenhaus gibt es in Sinzheim nicht. Für die medizinische Versorgung ist die Klinikum Mittelbaden gGmbH mit ihren Kliniken in Baden-Baden, Bühl und Rastatt zuständig.

### Bildung
- Grundschulen in Sinzheim, Kartung und Leiberstung
- Werkrealschule Hügelsheim-Sinzheim
- Lothar-von-Kübel-Realschule

## Persönlichkeiten

### Ehrenbürger
- 1913, 3. Oktober: Josef Fischer (1861–1928), praktischer Arzt in Sinzheim[18]. Nach dem Wohltäter und Ehrenbürger ist eine Straße benannt.
- 1929: Engelbert Kleiser (1872–1929), Pfarrer, Definitor und Schulinspektor des Kapitels Bühl[18]
- 1963, 2. Juli: Anton Butscher (1871–1970), Pfarrer und Hausgeistlicher im Schwesternhaus und Kinderheim St. Vinzenz[18]
- 1977, 14. September: Alban Josef Kiefer (1906–1987), Pfarrer in Sinzheim (1939–1976)[18]
- 1977, 14. September: Franz Zoller (1912–2002), Bürgermeister der Gemeinde Sinzheim (1957–1977)[18]
- 2009, 29. Juli: Hans Metzner (* 6. August 1951), Bürgermeister der Gemeinde Sinzheim (1977–2009)[18]

### Söhne und Töchter der Gemeinde
- Anton Baumstark (1800–1876), Philologe
- Eduard Baumstark (1807–1889), Volkswirt und Politiker
- Lothar von Kübel (1823–1881), Bischof, Bistumsverweser in Freiburg im Breisgau
- Sabina Schneider (1831–1891), Ordensschwester der Benediktinerinnen und Klosterbegründerin des Klosters Ofteringen
- Josef Nikolaus Rheinboldt (1860–1931), Volkswirt, Politiker und Diplomat
- Wolf Pehlke (1955–2013), Künstler und Autor
- Heribert Friedmann (* 1957), Politiker (AfD)

### Weitere Persönlichkeiten, die mit der Gemeinde in Verbindung stehen
- Volker Kottkamp (* 1943), Sportjournalist (SWF/SWR)
- Elmar Hörig (* 1949), Fernseh- und Radiomoderator
- Matt Frei (* 1963), Fernsehmoderator und Journalist (BBC)